# Selenidioides intraepitheliale
Selenidioides intraepitheliale is een soort in de taxonomische indeling van de Myzozoa, een stam van microscopische parasitaire dieren. Het organisme komt uit het geslacht Selenidioides en behoort tot de familie Selenidioididae. Selenidioides intraepitheliale werd in 1932 ontdekt door Reichenow.